# 3770 Nizami
3770 Nizami este un asteroid din centura principală, descoperit pe 24 august 1974 de Liudmila Cernîh.